# Medwyn (Bila Zerkwa)
Medwyn (ukrainisch Медвин; russisch Медвин Medwin, polnisch Medwin) ist ein Dorf im Süden der ukrainischen Oblast Kiew mit etwa 2500 Einwohnern (2025).

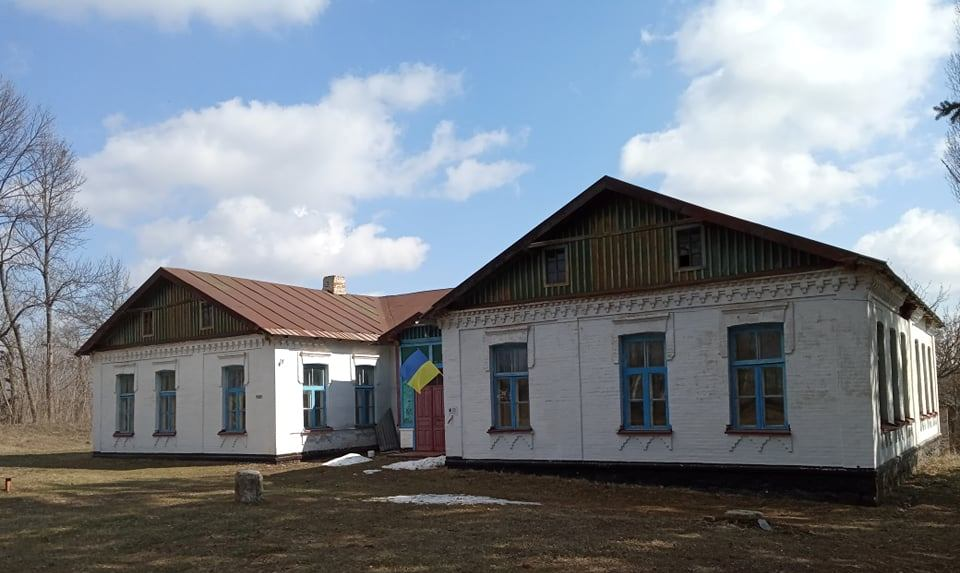
Schule im Ort

Die Ortschaft liegt nahe der Grenze zur Oblast Tscherkassy am Ufer der Chorobra (Хоробра), einem 29 km langen Nebenfluss des Ros und an der Regionalstraße P–04 23 km südlich vom ehemaligen Rajonzentrum Bohuslaw und 145 km südlich von Kiew.

## Geschichte
Bereits im 10.–13. Jahrhundert bestand am Ort eine slawische Siedlung, die während der mongolischen Invasion völlig zerstört wurde. 1362 fiel die Ortschaft an das Großfürstentum Litauen und 1569 kam sie unter polnische Herrschaft. Während des Nalywajko-Aufstandes unter Seweryn Nalywajko kam es 1596 zwischen den aufständischen Kosaken und den Truppen der polnischen Feudalherren bei Medwyn zu einer Schlacht. 1620 und 1655 erhielt die Siedlung das Magdeburger Stadtrecht. Im Zuge des Chmelnyzkyj-Aufstandes unter Bohdan Chmelnyzkyj wurde die Stadt zwischen 1648 und 1656 vorübergehend von der polnischen Herrschaft befreit und kam 1793 nach der zweiten Teilung Polens an das Russische Kaiserreich. 1919 wurde der Ort Teil der Ukrainischen SSR. Während des Zweiten Weltkriegs war das Dorf zwischen dem 27. Juli 1941 und dem 27. Januar 1944 von der Wehrmacht besetzt. Nach der Befreiung durch die Rote Armee kam das Dorf erneut an die Sowjetunion. Nach deren Zerfall gehört die Ortschaft seit 1991 zur unabhängigen Ukraine.

## Verwaltungsgliederung
Am 30. Mai 2017 wurde das Dorf zum Zentrum der neugegründeten Landgemeinde Medwyn (Медвинська сільська громада/Medwynska silska hromada). Zu dieser zählten auch die 5 in der untenstehenden Tabelle aufgelisteten Dörfer, bis dahin bildete es zusammen mit dem Dorf Dibriwka die gleichnamige Landratsgemeinde Medwyn (Медвинська сільська рада/Medwynska silska rada) im Süden des Rajons Bohuslaw.
Am 12. Juni 2020 kamen noch die 6 weiteren Dörfer Brane Pole, Dmytrenky, Huta, Korjakiwka, Mytajiwka und Schtscherbaschynzi zum Gemeindegebiet.
Am 17. Juli 2020 kam es im Zuge einer großen Rajonsreform zum Anschluss des Rajonsgebietes an den Rajon Bila Zerkwa.
Folgende Orte sind neben dem Hauptort Medwyn Teil der Gemeinde:
| Name                     | Name          | Name                            |
| ukrainisch transkribiert | ukrainisch    | russisch                        |
| ------------------------ | ------------- | ------------------------------- |
| Brane Pole               | Бране Поле    | Браное Поле (Branoje Pole)      |
| Dibriwka                 | Дібрівка      | Дибровка (Dibrowka)             |
| Dmytrenky                | Дмитренки     | Дмитренки (Dmitrenki)           |
| Huta                     | Гута          | Гута (Guta)                     |
| Korjakiwka               | Коряківка     | Коряковка (Korjukowka)          |
| Krasnohorodka            | Красногородка | Красногородка                   |
| Mytajiwka                | Митаївка      | Митаевка (Mitajewka)            |
| Pobereschka              | Побережка     | Побережка                       |
| Sakutynzi                | Закутинці     | Закутинцы (Sakutinzy)           |
| Schtscherbaschynzi       | Щербашинці    | Щербашенцы (Schtscherbaschenzy) |
| Sofijka                  | Софійка       | Софийка                         |

## Söhne und Töchter der Ortschaft
- Wolodymyr Denyssenko (Володимир Терентійович Денисенко; 1930–1984), Filmregisseur, Drehbuchautor, Volkskünstler der Ukraine und Taras-Schewtschenko-Preisträger